# Rafael Quesada
Rafael Quesada (Miami, 16 de agosto de 1971) é um ex-futebolista peruano que atuava como goleiro.

## Carreira
Rafael Quesada integrou a Seleção Peruana de Futebol na Copa América de 1995.